# Bukovec (Kamenný Újezd)
Bukovec je malá vesnice, část obce Kamenný Újezd v okrese České Budějovice v Jihočeském kraji. Nachází se asi 1,5 kilometru jižně od Kamenného Újezda. Prochází zde silnice I/3. Bukovec leží v katastrálních územích Kamenný Újezd o výměře 18,16 km² a Krasejovka o výměře 4,82 km².

## Historie
Bukovec vznikl roku 1960 jako část obce Kamenný Újezd v okrese České Budějovice.

## Obyvatelstvo
| Rok            | 1869 | 1880 | 1890 | 1900 | 1910 | 1921 | 1930 | 1950 | 1961 | 1970 | 1980 | 1991 | 2001 | 2011 | 2021 |
| -------------- | ---- | ---- | ---- | ---- | ---- | ---- | ---- | ---- | ---- | ---- | ---- | ---- | ---- | ---- | ---- |
| Počet obyvatel | 0    | 0    | 0    | 0    | 0    | 0    | 0    | 0    | 63   | 57   | 87   | 66   | 65   | 87   | 83   |
| Počet domů     | 0    | 0    | 0    | 0    | 0    | 0    | 0    | 0    | 0    | 15   | 25   | 27   | 25   | 30   | 33   |